# Sestřička s mrtvým embryem na ksichtě
Sestřička s mrtvým embryem na ksichtě (v anglickém originále Conjoined Fetus Lady) je pátý díl druhé řady amerického komediálního animovaného televizního seriálu Městečko South Park.

## Děj
Ve škole pracuje sestřička Gollumová, která trpní nemocí zvanou siamská myslexie. Kyleově matce je líto, jaké úsměšky musí snášet. Zorganizuje večeři, které se zúčastní i její manžel, ředitelka základní školy a pan Mackey. Při večeři Kyleova matka dál přemýšlí, jak zlepšit sestřičce život, a spolu s ředitelkou a Mackeyem se rozhodnou zorganizovat ve městě týden pro siamské myslektiky. Mezitím žáci South parkské základní školy poráží ve vybíjené své soupeře v Denveru i Washingtonu a míří na mezinárodní utkání do Číny. Čínští vyzyvatelé south parkský tým postupně poráží a jediným hráčem je Pip. Když South parkský kouč Šéf vidí své zraněné hráče a mrvého Kennyho, který při hře s Číňany zemřel, uvědomí si, že byl posedlí vítězstvími, a rozhodne se vzít kluky zpátky domů. Vzápětí Pip vybije všechny čínské protivníky a vyhraje pro tým mistrovství světa. Šéf a kluci si však vítězství už neváží a odchází. Sestřička v závěru týdne město veřejně zkritizovala. Zdůraznila, že nestála o zvláštní zacházení a ohledy. Nechtěla, aby se všichni lidé zabývaly její vadou a aby se organizoval zvláštní týden výhradně pro ni. Řekla, že chce dělat svou práci a žít jako každý normální člověk. Po této řeči jí však někteří lidé začali brát jako nevděčnou mrchu. Ericovi, Kyleovi, Stanovi a Kennymu ale začala být sestra sympatická.